# Copelatus curvispinis
Copelatus curvispinis är en skalbaggsart som beskrevs av Bilardo och Rocchi 2008. Copelatus curvispinis ingår i släktet Copelatus och familjen dykare. Inga underarter finns listade i Catalogue of Life.